# Samsonbrunnen (Kiew)

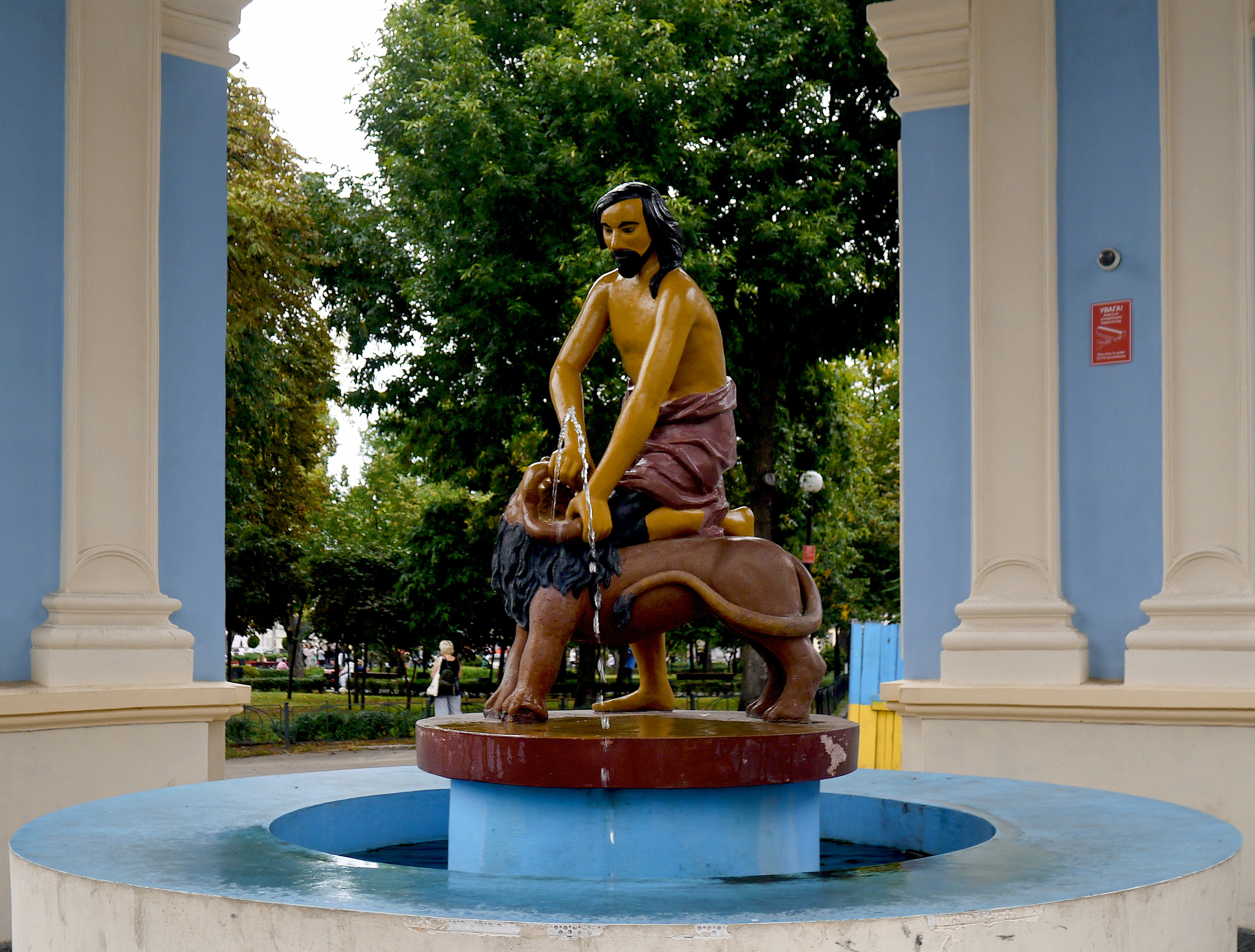
Die Samson-Figur des Brunnens

Der Samsonbrunnen (ukrainisch Фонта́н Самсо́н) ist einer der ältesten Brunnen und ein Architekturdenkmal in der ukrainischen Hauptstadt Kiew.

## Lage

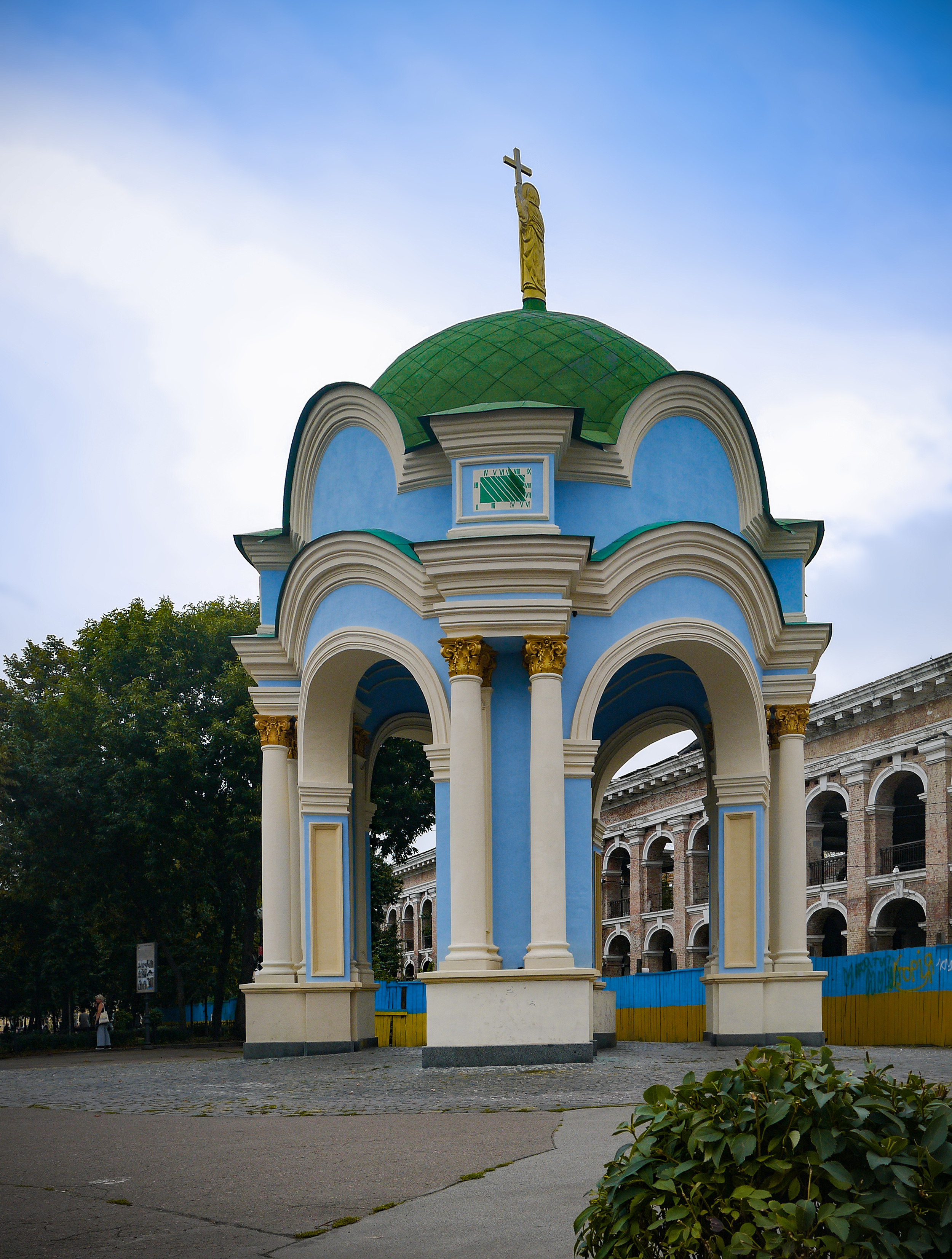
Der rekonstruierte, barocke Pavillon des Brunnens

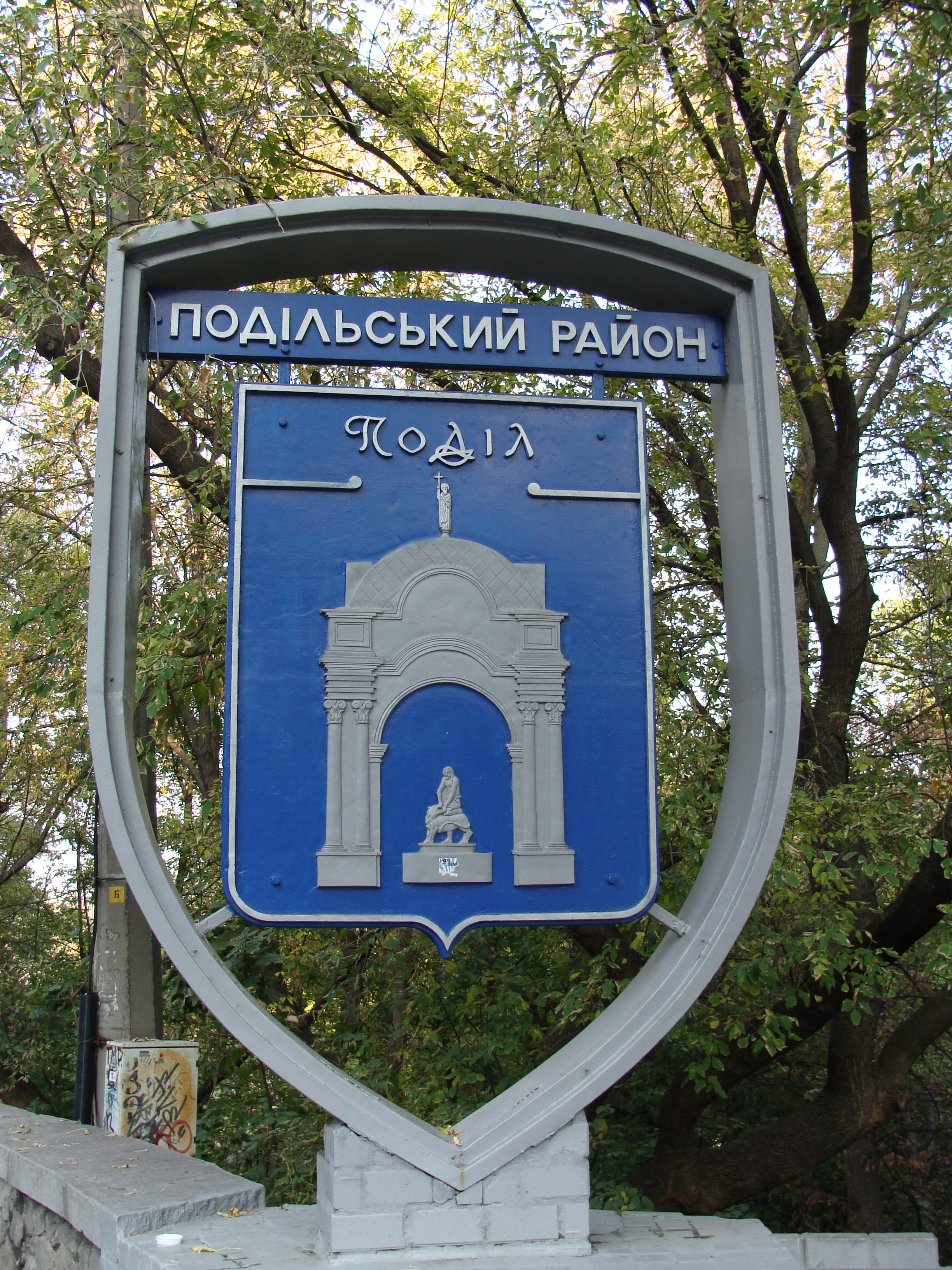
Der Samson-Brunnen im Wappen von Podil

Der Brunnen befindet sich auf dem Nordteil des Kontraktowa-Platzes im historischen Stadtviertel Podil vor dem Hostynyj Dwir.

## Geschichte
Auf dem Platz wurde in den Jahren 1748–1749 der barocke Brunnen mit Pavillon durch den Architekten Iwan Hryhorowytsch-Barskyj (Іван Григорович Григорович-Барський) errichtet. In der Mitte des Brunnens stand die Holzskulptur eines Engels mit einer Schüssel, aus der das Wasser floss, und ein anderer Engel verzierte das Dach des Pavillons.
Im Jahre 1808 wurde die halb verfaulte Engelsskulptur durch eine hölzerne Skulptur Samson, der dem Löwen das Maul aufreißt im Stil des so genannten „bürgerlichen Klassizismus“ ersetzt. Durch den Großbrand in Podil 1811 wurde der Pavillon beschädigt, jedoch wieder renoviert.
Im Jahr 1934 wurde der gesamte Brunnen abgerissen.
In den Jahren 1981–1982 wurden Brunnen und Pavillon im Zuge der Vorbereitung zu den Feierlichkeiten zum 1500. Jahrestag der Stadtgründung Kiews im Stil des ukrainischen Barock wiedererrichtet, wobei die Skulptur nach der Originalfigur modelliert wurde, die im Nationalen Kunstmuseum der Ukraine steht.